# Jake Lamb
Jacob Ryan Lamb (né le 9 octobre 1990 à Seattle, Washington, États-Unis) est un joueur de troisième but des Pirates de Pittsburgh de la Ligue majeure de baseball.

## Carrière

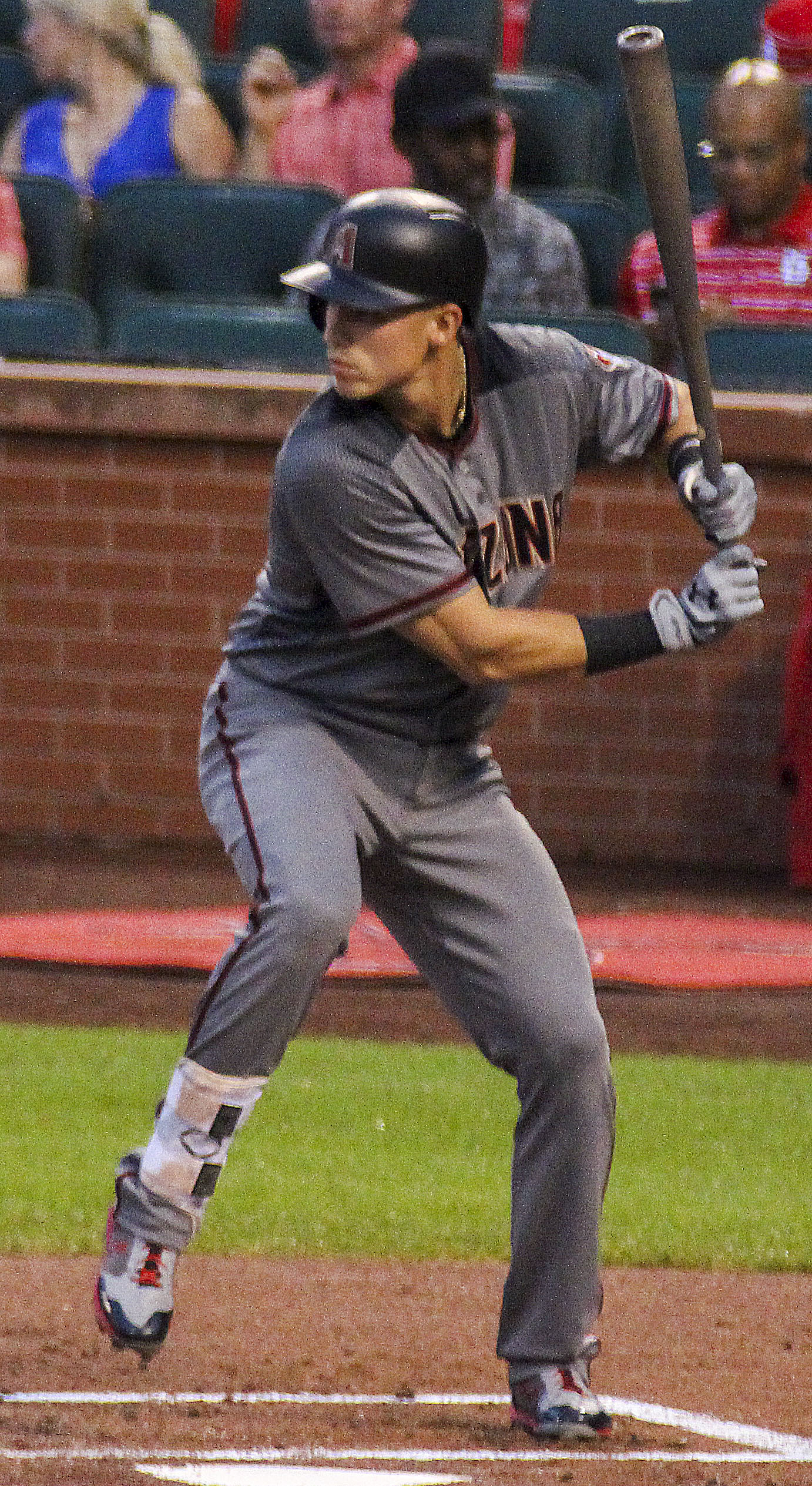
Jake Lamb en 2017.

Jake Lamb est repêché par les Pirates de Pittsburgh au 38e tour de sélection en 2009 mais ne signe pas avec le club et rejoint les Huskies de l'université de Washington. Il devient un choix de 6e ronde des Diamondbacks de l'Arizona en 2012.
Lamb fait ses débuts dans le baseball majeur le 7 août 2014, une semaine après que l'équipe eut échangé son joueur de troisième but des deux dernières saisons, Martín Prado. À son premier match, Lamb récolte son premier point produit grâce à un premier coup sûr dans les majeures réussi aux dépens du lanceur Jeremy Guthrie, des Royals de Kansas City.
En 2017, Lamb est pour la première fois invité au match des étoiles.